# Popow-Station
Koordinaten: 73° 19′ 54″ N, 70° 3′ 47″ O

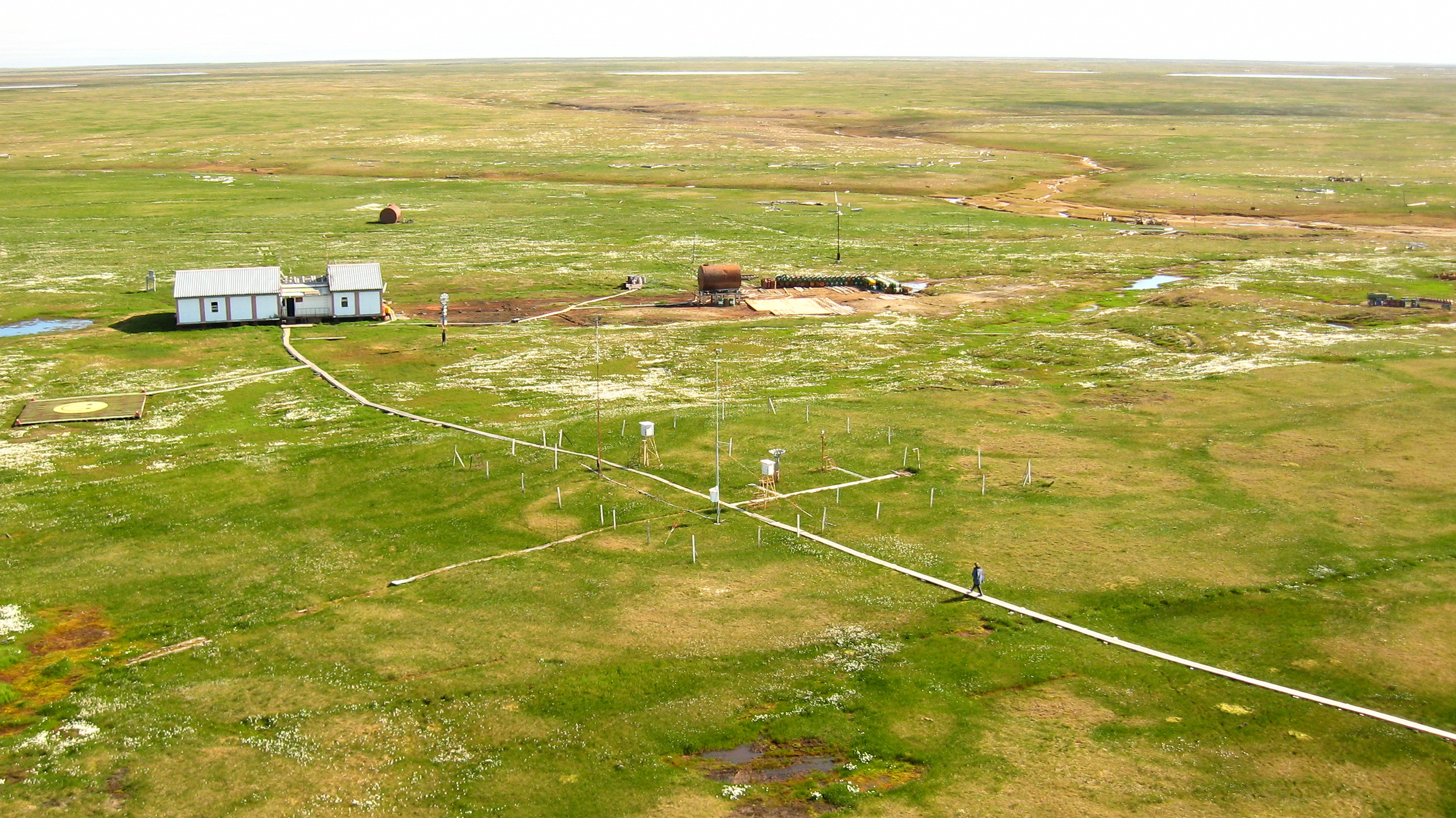
Die Popow-Station im Juli 2013

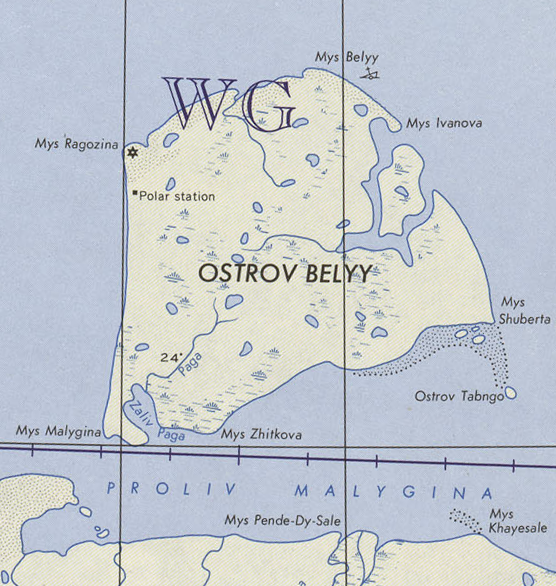
Karte der Insel Bely mit der Polarstation im Nordwesten

Die Popow-Station (russisch полярная станция им. М. В. Попова) ist eine hydrometeorologische Polarstation auf der russischen Insel Bely in der Karasee. Sie befindet sich etwa 750 km nördlich des Polarkreises. Namensgeber ist der sowjetische Polarforscher Michail Wladimirowitsch Popow (1912–1971), der 1934 auf Bely die erste Funkstation am Nördlichen Seeweg einrichtete.

## Lage
Bely ist eine flache, aber mit 1900 km² relativ große Insel nördlich der Halbinsel Jamal und wird von dieser durch die Malyginstraße getrennt. Die Popow-Station befindet sich im Nordwesten Belys auf dem östlichen Ufer der Protoka Rogosina (auch Protoka Stanzionnaja), etwa 800 m von der Karasee entfernt. Aufgrund der starken Küstenerosion wurde die Station in der Vergangenheit mehrfach versetzt.

## Geschichte
Im Dezember 1932 wurde in Moskau die Hauptverwaltung Nördlicher Seeweg gegründet, um die Nordostpassage als wirtschaftlichen Versorgungsweg zu erschließen. Voraussetzung für eine sichere Navigation waren Seezeichen und Wetterstationen entlang der gesamten russischen Eismeerküste. Als eine der ersten wurde am 1. November 1933 die hydrometeorologische Station auf der Insel Bely in Betrieb genommen. Seit dem 9. Juni 1972 trägt sie auf Vorschlag von Jewgeni Konstantinowitsch Fjodorow den Namen Popow-Station. In den 1960er und 1970er Jahren arbeiteten hier bis zu 300 Mitarbeiter. Am Ende der 1990er Jahre wurde jedoch nur noch ein Gebäude genutzt, das im März 2001 abbrannte. Am 1. November 2002 wurde das heutige Stationsgebäude mit einer Fläche von 195 m² eingeweiht. Davon nehmen die Arbeitsräume 120 m² ein. Zur Energieversorgung dienen zwei 10-kW-Dieselgeneratoren und ein 6-kW-Benzingenerator. Für die Heizung des Gebäudes gibt es zwei parallele 30-kW-Dieselkessel. An Fahrzeugen stehen ein Kettentraktor DT-75 und ein Schneemobil vom Typ „Buran“ zur Verfügung.
Die Popow-Station wurde in der Vergangenheit nicht nachhaltig betrieben. Deshalb war das fragile arktische Ökosystem Belys durch die verfallenen, zum Teil abgebrannten Gebäude und insbesondere durch den zurückgelassenen Müll aus verschmutzten Treibstofffässern, Eisenschrott und Gummiresten spürbar in Mitleidenschaft gezogen. 2012 begann eine mehrjährige Sanierung der verschmutzten Areale. Bis 2014 wurde eine Fläche von 35 Hektar von Freiwilligen beräumt. 75 bis 100 t Metallschrott wurden entfernt.
In der Nähe der Station steht seit 2012 eine orthodoxe Kapelle. Eine Gedenkplatte erinnert an die Opfer des deutschen Angriffs auf den Geleitzug BD-5 am 12./13. August 1944, der in der Nähe der Insel Bely stattfand.